# Gephyromantis runewsweeki
Espèce
Statut de conservation UICN

 VU D2 : Vulnérable
Gephyromantis runewsweeki est une espèce d'amphibiens de la famille des Mantellidae.

## Répartition
Cette espèce est endémique de Madagascar. Elle se rencontre entre 1 000 et 1 350 m d'altitude dans le parc national de Ranomafana,.

## Description
Les 2 spécimens mâles observés lors de la description originale mesurent entre 22,5 mm et 23,8 mm de longueur standard.

## Étymologie
Son épithète spécifique, runewsweeki, dérive du nom de l'édition russe du magazine Newsweek, en reconnaissance du soutien financier accordé par le biais du programme Biopat.

## Publication originale
- Vences & De la Riva, 2007 : A new species of Gephyromantis from Ranomafana National Park, south-eastern Madagascar (Amphibia, Anura, Mantellidae). Spixiana, vol. 30, p. 135-143 (texte intégral).